# Mount Plymouth
Mount Plymouth es un lugar designado por el censo ubicado en el condado de Lake en el estado estadounidense de Florida. En el Censo de 2010 tenía una población de 4.011 habitantes y una densidad poblacional de 509,59 personas por km².

## Geografía
Mount Plymouth se encuentra ubicado en las coordenadas 28°48′14″N 81°32′4″O / 28.80389, -81.53444. Según la Oficina del Censo de los Estados Unidos, Mount Plymouth tiene una superficie total de 7.87 km², de la cual 7.49 km² corresponden a tierra firme y (4.9%) 0.39 km² es agua.

## Demografía
Según el censo de 2010, había 4.011 personas residiendo en Mount Plymouth. La densidad de población era de 509,59 hab./km². De los 4.011 habitantes, Mount Plymouth estaba compuesto por el 88.33% blancos, el 5.06% eran afroamericanos, el 0.92% eran amerindios, el 0.62% eran asiáticos, el 0% eran isleños del Pacífico, el 2.84% eran de otras razas y el 2.22% pertenecían a dos o más razas. Del total de la población el 9.37% eran hispanos o latinos de cualquier raza.